# Ел Ашер
Ел Ашер (арап. عشرة رمضان) је град у Египту у гувернорату Шаркија. Према процени из 2008. у граду је живело 143.753 становника.

## Становништво
Према процени, у граду је 2008. живело 143.753 становника.
| 1996.  | 2006.   |
| ------ | ------- |
| 47.839 | 124.120 |